# Dalerend
Dalerend is een buurtschap in de gemeenten Hoogeveen en Coevorden in de Nederlandse provincie Drenthe. De buurtschap valt (ook voor de postadressen) onder Nieuwlande. Tot 1998 viel het onder de gemeenten Coevorden en Dalen. Het wegdorp ligt 3,5 kilometer ten zuiden van Rijksweg 37. Op 1 januari 2008 woonden er ongeveer 150 inwoners en bestond het uit ongeveer 60 huizen.
De buurtschap Dalerend heeft geen plaatsnaamborden, waarmee niet zichtbaar is waar men de buurtschap binnenkomt en weer verlaat.

## Naam
In 1913 werd de buurtschap ook wel vermeld als 'Dalereind'. De naam dankt Dalere(i)nd aan de ligging aan het westelijke uiteinde van het dorp Dalen.

## Onderwijs
Aan de Brugstraat 83 kwam in 1908 een openbare lage school. Deze werd in 1974 gesloten wegens concurrerende scholen in Nieuwlande, Dalerpeel en Elim.